# Paloma (cocktail)
Pour les articles homonymes, voir Paloma.
Le paloma (espagnol : « colombe ») est un cocktail à base de tequila et de limonade au pamplemousse, souvent accompagné d'un peu de jus de citron vert et de sel. En tant que simple combinaison spiritueuse et également carbonatée (limonade), le paloma est un highball ou long drink. Il est généralement préparé directement dans le verre à boire et servi on the rocks.
La limonade au pamplemousse peut être préparée à partir de jus de pamplemousse blanc ou rouge « rose » (jugo de toronja), de sucre ou de sirop de glucose et d'eau gazeuse, ou bien des produits tout prêts. Dans les pays germanophones, le fabricant Borco-Marken-Import, connu par la marque Sierra Tequila, propose depuis 2011 une limonade optimisée pour le cocktail appelé « Paloma » au goût de pamplemousse rose, qui contient déjà du citron vert et du sel. 
En 2023, la marque française originaire de La Baule : "La French S'il Vous Plait" met au point une préparation gazeuse au pamplemousse rose à la fleur de sel de Guérande afin de répondre aux besoins des barmen mixologues dans leur création du Paloma. 
Au Mexique, le paloma est plus populaire que la margarita.